# Tukwila Station
Tukwila Station je železniční stanice v Tukwile v americkém státě Washington, kde ji na koleje společnosti BNSF Railway postavila společnost Sound Transit. Kromě jižního vlaku Sounder na ní zastavují rovněž vlaky Amtrak Cascades a autobusové spoje společností Sound Transit a King County Metro.
V listopadu 2011 oznámilo americké ministerstvo dopravy dotaci 7,9 milionu dolarů státu Washington k nahrazení dočasné stanice novým intermodálním terminálem.
Z osmnácti stanic společnosti Amtrak ve státě Washington se v roce 2010 jednalo o jedenáctou nejvytíženější, jelikož ji využilo hned 65 cestujících denně.